# 布蘭登堡的安娜 (1507-1567)
布蘭登堡的安娜（德語：Anna von Brandenburg，1507年1月1日—1567年6月19日），梅克倫堡公爵夫人，布蘭登堡選帝侯約阿希姆一世的女兒。

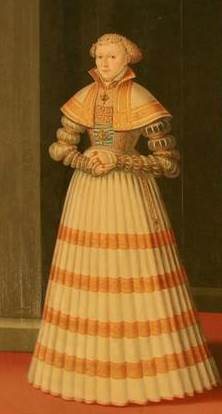

## 家庭
1524年，安娜與阿爾布雷希特七世結婚，兩人共有4子1女：
1. 約翰·阿爾布雷希特（1525年—1576年）
2. 烏爾里希（1527年—1603年）
3. 安娜（英语：Anna of Mecklenburg）（1533年—1602年）
4. 克里斯多福（英语：Christopher, Duke of Mecklenburg）（1537年—1592年）
5. 卡爾一世（1540年—1610年）